# Hi-5
Hi-5 war eine griechisch-zyprische Popband.

## Bandgeschichte
Hi-5 entstand Anfang 2003 aus der griechischen Version des Gesangwettbewerbs Popstars, ausgestrahlt vom Sender Mega TV. Die Band bestand aus fünf Sängerinnen. Im Februar 2005 löste sich Hi-5 auf. Fortan wandeln die Sängerinnen auf Solo-Pfaden.

## Bandmitglieder
- Nansi (auch: Nancy) Steriopoulou, griech. Νάνσυ Στεργιοπούλου (* 14. Juli 1984 in Athen)
- Eirini (auch: Irini) Psichrami, griech. Ειρήνη Ψυχράμη (* 17. Juli 1983 in Athen)
- Shaya (Künstlername), griech. Σάγια (amtl. Name: Marianna Hansen, * 17. Februar 1982 in Dänemark)
- Froso Papacharalambous, griech. Φρόσω Παπαχαραλάμπους (* 4. Juli 1981 in Nikosia/Zypern)
- Marlen (auch: Marlain Angelidou), griech. Μαρλέν Αγγελίδου (* 6. September 1978), schon 1999 für Zypern Kandidatin beim Eurovision Song Contest.

## Diskografie (Alben)
- 2003: Hi-5 (Studio-Album, erster Verkaufstag: 17. Juni 2003, Platin-Status)
- 2003: Mía níchta san ki avtí (Studio-Album, erster Verkaufstag: 1. Dezember 2003, Gold-Status. Dieses Weihnachts-Album gab es nur als sogenannte Special Edition. Neben einer CD mit neun Weihnachtsliedern enthält diese Ausgabe als eigentlichen Höhepunkt eine nicht weihnachtliche Konzert-DVD, die als Zugabe auch die ersten drei Video-Clips anbietet.)
- 2004: Makriá ap’ ti gí (Studio-Album, erster Verkaufstag: 21. Juni 2004, Platin-Status)

Am Erfolg der beiden ersten Alben maßgeblich beteiligt war Artemis Gounaki, die als Vocalcoach und Arrangeur mitwirkte. Beim Weihnachts-Album war sie zusätzlich Koproduzentin.